# Ким Су-хьон
Ким Су-хьон (на корейски: 김수현) е известен южнокорейски актьор, модел и певец, добил популярност с участието си в сериалите „Мечта за слава“ (2011), „Луната, обгръщаща слънцето“ (2012), „Моята любов от звездите“ (2013 – 2014) и филмите „Крадците“ (2012) и „Съвършено секретно“ (2013).
Су-хьон става добре познат през 2012 в Южна Корея със сериала „Луната, обгръщаща слънцето“, а след излизането на „Моята любов от звездите“ добива голяма популярност в Китай, където снима много реклами и става един от най-известните южнокорейски актьори.

## Ранна кариера
Преди дебюта си в телевизията Ким Су-хьон участва в няколко пиеси в театъра като „Сън в лятна нощ“ и „Разбито сърце, мъж и жена“ като играе кратки роли. Дебютът на актьора става официално през 2007 г., когато заема поддържаща роля в сериала „Кимчи, сирене, усмивка“. През 2008 заема първата си главна роля в сериала, базиран по истинска история, „Jungle Fish“. Сериалът печели няколко награди, включително награда на „Asia-Pacific Broadcasting Union“. Същата година актьорът участва и в късометражния филм „Черешов цвят“.
През 2009 Су-хьон участва в още един късометражен филм – „Най-лошите приятели“ и в сериалите „7 години любов“ и „Ще вали ли за Коледа?“, а в края на годината участва в кратък сериал с актьора Че Мин-со, наречен „Къщата на татко“ През 2010 заема поддържаща роля в сериала „Гигант“, с който спечелва първата си награда от „SBS Drama Awards“ и прави „10-годишно обещание“, което гласи: „Моля, погрижете се за мен, като ми обръщате повече внимание през следващите десет години, ще стана добър актьор“.

## Слава, дебют на големия екран и като певец
През 2011 играе ролята на Сонг Сам-донг в сериала „Мечта за слава“. Сериалът става популярен, а Су-хьон е единственият от главните актьори, които не се занимават професионално с музика. В сериала участват Сузи от групата „Мис Ей“, Текьон и Уйонг от групата 2PM, Ънчонг от групата „Тиера“ и певицата „Аю“. За да влезе в ролята си на музикален гений, Су-хьон тренира в продължение на три месеца танци и пеене в Джей Ай Пи Ентъртеймънт – компанията на Мис Ей и 2PM – и пее две песни в саундтрака на сериала. С участието си в сериала спечелва две награди от „4th Korea Drama Awards“ за най-добър нов и най-популярен актьор.
2012 година е славна за актьора – драмата „Луната, обгръщаща слънцето“ достига рейтинг от 47% и си спечелва званието „национална драма“, а Су-хьон пее песента „The One and Only You“, която е част от саундтрака на сериала. След участието си в сериала Су-хьон подобрява рекорда на популярната фигуристка Ким Юна като снима с 2 повече реклами от нея за една година, общо 17. С работата си в „Луната, обгръщаща слънцето“ Су-хьон печели осем награди, от които за най-добър актьор от „Baeksang Arts Awards“ и за най-популярен актьор от „MBC Drama Awards“ Малко по-късно през годината прави и своя дебют на големия екран с филма „The Thieves“ („Крадците“), който се превръща в четвъртия най-печеливш филм в Южна Корея за всички времена. Във филма си партнира с актрисата Чон Джи Хьон, с която по-късно участва и в сериала „Любовта ми от друга планета“. Година по-късно актьорът участва в още един филм – „Съвършено секретно“, който още първия ден от излизането му по кината продава 498 282 билета и достига обща печалба от 43 милиона долара, а през 2014 Су-хьон печели на наградите „Baeksang Arts Awards“ награди за най-добър и най-добър нов актьор. През 2015 филмът печели награда за най-добър филм от „DramaFever Awards“.

## Сериалът „Любовта ми от друга планета“
През 2013 започва излъчването на сериала „Любовта ми от друга планета“, който става популярен не само в Южна Корея, но и в Китай и Монголия и се излъчва в САЩ, Румъния, Бразилия, Израел и др. В Китай постига най-голяма популярност, достигайки 24,02% рейтинг. Благодарение на То Мин-джун, героят на Ким Су-хьон, той снима около 35 реклами, подобрявайки рекорда си.
На 1 април 2015 г. става ясно, че последният му сериал – „Продуцентите“ ще бъде излъчван от 8 май с общо 12 епизода.

## Филмография

### Сериали
| Година      | Заглавие                                                                        | Роля                                   |
| ----------- | ------------------------------------------------------------------------------- | -------------------------------------- |
| 2007 г.     | Kimchi Cheese Smile (김치 치즈 스마일, „Кимчи, сирене и усмивка“)               | Ким Со-хьон                            |
| 2008        | Jungle Fish (정글피쉬)                                                          | Хан Дже-та                             |
| 2009        | Seven Years of Love („Седем години любов“)                                      | Чун-дже                                |
| 2009        | Father's House (아버지의 집, „Къщата на татко“)                                 | Канг Дже-ил                            |
| 2009 – 2010 | Will It Snow for Christmas (크리스마스에 눈이 올까요?, „Ще вали ли за Коледа?“) | млад Ча Канг-джин                      |
| 2010        | Giant (자이언트, „Гигант“)                                                      | млад И Сънг-мо                         |
| 2011        | Dream High (드림하이, „Мечта за слава“)                                         | Сонг Сам-донг                          |
| 2012        | Луната, обгръщаща слънцето (해를 품은 달, Moon Embracing the Sun)               | крал И-хуон                            |
| 2012        | Dream High 2 (드림하이 2, „Мечта за слава 2“)                                   | Сонг Сам-донг (участие в първи епизод) |
| 2013 – 2014 | Моята любов от звездите (별에서 온 그대, My Love from the Star)                 | То Мин-джун                            |
| 2015        | Продуцентите (프로듀사, The Producers)                                          | Бек Сънг-чан                           |
| 2020        | Психо, но това е добре (사이코지만 괜찮아, It's Okay to Not Be Okay)            | Мун Ганг-те                            |
| 2024        | Кралица на сълзите (눈물의 여왕, Queen of Tears)                                | Пек Хьон-у                             |

### Филми
| Година | Заглавие                                                    | Роля          |
| ------ | ----------------------------------------------------------- | ------------- |
| 2008   | Cherry Blossom („Черешов цвят“)                             | Хан Хьон-джун |
| 2008   | Worst Friends („Най-лошите приятели“)                       | Ким Джун-ги   |
| 2012   | The Thieves (도둑들, „Крадците“)                            | Зампано       |
| 2013   | Secretly, Greatly (은밀하게 위대하게, „Съвършено секретно“) | Зампано       |
| 2014   | Miss Granny (수상한 그녀, „Мис Подозрителност“)             | камео         |
| 2017   | „Real“                                                      | Чанг Те-йонг  |

### Театър
| Година | Заглавие                                                  | Роля     |
| ------ | --------------------------------------------------------- | -------- |
| 2003   | A Midsummer Night's Dream („Сън в лятна нощ“)             | Пък      |
| 2007   | A Broken Heart, Man & Woman („Разбито сърце, мъж и жена“) | гост     |
| 2009   | Grease                                                    | Kenickie |
| 2009   | „Хамлет“                                                  | Хамлет   |

### Участия в шоута
| Година | Заглавие                            |
| ------ | ----------------------------------- |
| 2008   | The Taste of Life (гост)            |
| 2009   | Sonyeon Sonyeo Gayo Baekso (водещ)  |
| 2011   | Happy Together 3 (гост, епизод 177) |
| 2011   | Star Date (гост)                    |
| 2011   | Entertainment Weekly (гост)         |
| 2011   | Section TV (гост)                   |
| 2011   | One Night TV Entertainment (гост)   |
| 2012   | Taxi (епизоди 233 – 234)            |
| 2012   | Section TV (гост)                   |
| 2012   | Star Date (гост)                    |
| 2012   | One Night TV Entertainment (гост)   |
| 2012   | Running Man (епизод 102)            |
| 2012   | Star N the City (гост)              |
| 2013   | Entertainment Weekly (гост)         |
| 2013   | Running Man (епизод 147)            |
| 2014   | The Brain (епизод 11)               |
| 2014   | Bring You To The Stars (епизод 1)   |

## Дискография
| Година | Заглавие                                                                            | Заедно със/с                  | Класиране                                 | Албум                                        |
| ------ | ----------------------------------------------------------------------------------- | ----------------------------- | ----------------------------------------- | -------------------------------------------- |
| 2011   | „Dream High“                                                                        | Joo, Уйонг, Текьон и Сузи     | № 23 (класация Гаон)                      | „Dream High: Original Sound Track“           |
| 2011   | „Dreaming“                                                                          | —                             | № 3 (класация Гаон)                       | „Dream High: Original Sound Track“           |
| 2011   | „Crazy4s“                                                                           | Нам Ънчонг (реклама за Spris) | —                                         | —                                            |
| 2012   | „The One and Only You“                                                              | самостоятелно                 | № 3 (класация Гаон и Korea K-Pop Hot 100) | Moon Embracing the Sun: Original Sound Track |
| 2012   | „Marine Boy“ (в подкрепа на плувеца Пак Те Хуан, заради Летни олимпийски игри 2012) | самостоятелно                 | —                                         | —                                            |
| 2012   | „Another Way“                                                                       | самостоятелно                 | № 119 (Гаон) № 38 (Korea K-Pop Hot 100)   | „Another Way: Secret Version“                |
| 2012   | „Winter Wonderland“ (песен за Tous Les Jours)                                       | самостоятелно                 | —                                         | —                                            |
| 2014   | „In Front of Your House“                                                            | самостоятелно                 | № 3 (Гаон) № 4 (Korea K-Pop Hot 100)      | My Love from the Star: Original Sound Track  |
| 2014   | Promise                                                                             | самостоятелно                 | № 12 (Гаон) № 13 (Korea K-Pop Hot 100)    | My Love from the Star: Original Sound Track  |

## Работа като рекламно лице
| Година      | Продукт                                        | Регион                                                             | Заедно със/с                                         |
| ----------- | ---------------------------------------------- | ------------------------------------------------------------------ | ---------------------------------------------------- |
| 2010 – 2011 | IVY club Uniforms                              | Южна Корея                                                         | —                                                    |
| 2010        | Lotte Confectionery Seolleim                   | Южна Корея                                                         | —                                                    |
| 2010        | Lotte Chilsung 2%                              | Южна Корея                                                         | Пак Ън-бин                                           |
| 2010 – 2011 | ANDEW MK Trend                                 | Южна Корея                                                         | —                                                    |
| 2011 – 2012 | SPRIS                                          | Южна Корея                                                         | Нам Ънчонг (T-ARA)                                   |
| 2011        | Clinique                                       | Южна Корея                                                         | И Йо-уон и Чонг Со-мин                               |
| 2011        | SK Telecom iPhone 4                            | Южна Корея                                                         | —                                                    |
| 2011        | SK Telecom TJ Tweet Jockey                     | Южна Корея                                                         | —                                                    |
| 2011        | SK Telecom T roaming OnePass SK Telecom 4G LTE | Южна Корея                                                         | —                                                    |
| 2011        | SK Telecom 4G LTE                              | Южна Корея                                                         | Шин Мин-а                                            |
| 2011 – 2012 | Canon IXUS Camera Domino's Pizza               | Южна Корея                                                         | Го Ара                                               |
| 2011 – 2012 | Domino's Pizza                                 | Южна Корея                                                         | 2011-Шин Сонг-ил 2012-Ким Ю-чонг                     |
| 2012        | SK-II Pitera Essence                           | Южна Корея                                                         | —                                                    |
| 2012 – 2015 | Bean Pole Outdoor                              | Южна Корея · Китай                                                 | 2012-Джин Чонг-Сън и Чонг Ън-пьо 20114-Сузи (Miss A) |
| 2012 – 2015 | LG H&H Beyond                                  | Южна Корея · Виетнам · Хонконг · Монголия                          | -                                                    |
| 2012        | Prospecs W Campaign                            | Южна Корея                                                         | Ким Юна                                              |
| 2012 – 2014 | Petitzel Dessert and Drinks                    | Южна Корея                                                         | —                                                    |
| 2012        | Korea Yakult R&B                               | Южна Корея                                                         | Шин Се-кьонг                                         |
| 2012        | Samsung Series 9 Notebook                      | Южна Корея                                                         | Пак Те-хуан                                          |
| 2012 – 2013 | Lotteria Angel•in•us Coffee Cass Fresh Beer    | Южна Корея                                                         | —                                                    |
| 2012 – 2013 | Cass Fresh Beer                                | Южна Корея                                                         | Чонг Джо-ри и Куон Нара (Hello Venus)                |
| 2012        | J.Estina                                       | Южна Корея                                                         | Кая Скоделарио                                       |
| 2012        | Pigeon Fabric Softener                         | Южна Корея                                                         | Ким Со-йон                                           |
| 2012        | Samsung SMART Printer                          | Южна Корея                                                         | —                                                    |
| 2012        | Jump CJ Foodville VIPS                         | Южна Корея                                                         | —                                                    |
| 2012 – 2015 | ZIOZIA                                         | Южна Корея · Китай                                                 | —                                                    |
| 2012 – 2015 | Tous Les Jours                                 | Азия · САЩ                                                         | —                                                    |
| 2012        | Lotte Hotel Busan                              | Южна Корея                                                         | Ким Хьон-джун и Чан Кьон-сок                         |
| 2013 – 2014 | Lotte Fitin                                    | Южна Корея                                                         | —                                                    |
| 2013 – 2014 | Orion Pocachips                                | Южна Корея                                                         | —                                                    |
| 2013 – 2014 | Мазерати Гибли                                 | Южна Корея                                                         | —                                                    |
| 2013 – 2014 | Calvin Klein Jeans                             | Южна Корея                                                         | —                                                    |
| 2013 – 2014 | Jeans Samsonite RED                            | Азия                                                               | Angelababy                                           |
| 2014 – 2015 | Lemona Vitamin C                               | Южна Корея                                                         | —                                                    |
| 2014 – 2015 | The Face Shop                                  | Азия (без Южна Корея, Япония, Хонг Конг) Северна Америка Австралия | —                                                    |
| 2014 – 2015 | Samsung Electronics                            | Китай · Хонконг · Тайван                                           | Чон Джи Хьон                                         |
| 2014 – 2015 | Lotte Department Store                         | Азия                                                               | Гърлс Дженерейшън                                    |
| 2014 – 2015 | Hana Bank                                      | Китай · Южна Корея                                                 | Ха Джи-уон                                           |
| 2014 – 2015 | Кока-Кола                                      | Китай                                                              | —                                                    |
| 2014 – 2015 | Hyundai ix25                                   | Китай                                                              | —                                                    |
| 2014 – 2015 | Aokang Shoes                                   | Китай                                                              | —                                                    |
| 2014 – 2015 | Häagen-Dazs                                    | Китай · Хонконг · Тайван                                           | —                                                    |
| 2014 – 2015 | Yili Yogurt                                    | Китай                                                              | —                                                    |
| 2014        | Kwang Dong Corn Silk Tea                       | Южна Корея                                                         | —                                                    |
| 2014 – 2015 | Dove Chocolates                                | Китай                                                              | G.E.M.                                               |
| 2014 – 2015 | Tencent Applications and Games                 | Китай                                                              | —                                                    |
| 2014 – 2015 | Nature’s Bounty                                | Китай · Хонконг                                                    | Танг Вей                                             |
| 2014 – 2015 | Chung Ho Nais                                  | Южна Корея                                                         | —                                                    |
| 2014 – 2015 | Hengda Mineral Water                           | Китай                                                              | Чон Джи Хьон                                         |
| 2014 – 2015 | Lotte Duty Free                                | Южна Корея                                                         | —                                                    |
| 2014 – 2015 | Caffe Bene                                     | Глобално                                                           | —                                                    |
| 2014 – 2015 | Aimatech Electic Bikes                         | Китай                                                              | —                                                    |
| 2014 – 2015 | Sogou Search Application                       | Китай                                                              | —                                                    |
| 2014 – 2015 | Pizza Hut                                      | Китай                                                              | —                                                    |
| 2014 – 2015 | Fila                                           | Южна Корея                                                         | —                                                    |
| 2014 – 2015 | Black Cattle 'TAKI' Cocktails                  | Китай                                                              | —                                                    |
| 2015        | Jeju Air                                       | Азия                                                               | —                                                    |
| 2015        | Cuckoo Electronics                             | Южна Корея · Китай · Малайзия                                      | —                                                    |